# Bundesverband Deutscher Liebhaberorchester

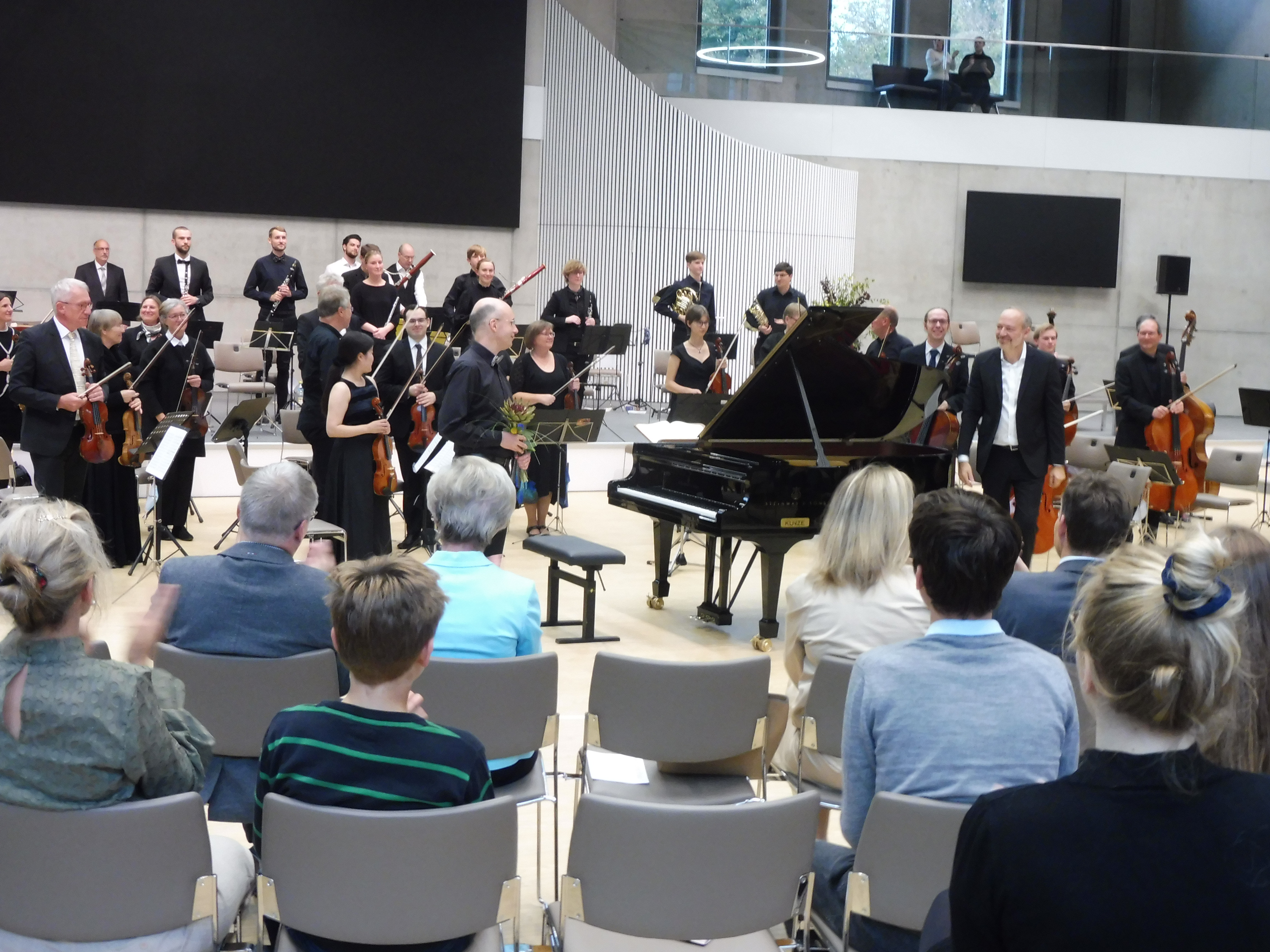
Liebhaberorchester Mecklenburg-Vorpommern in Parchim (2021)

Der Bundesverband Deutscher Liebhaberorchester e.V. (BDLO) ist der Dachverband nichtprofessioneller deutscher Sinfonieorchester, Kammerorchester, Streichorchester und Kammermusikgruppen. Er wurde 1924 gegründet.

## Verbandszweck
Mitglieder im BDLO sind etwa 880 Orchester mit zusammen etwa 34'000 Instrumentalmusikern. Die meisten Mitgliedsorchester sind als selbständige Orchestervereine organisiert. Andere Ensembles sind Orchester größerer Einrichtungen wie z. B. Universitätsorchester, Musikschul- oder Schulorchester und solche in kirchlicher Trägerschaft, oder von Unternehmen.
Der BDLO bietet Mitgliedern die Nutzung seiner Notenbestände über einen umfangreichen Online-Notenkatalog.
Der Verein hat seinen Sitz in Bonn und sieht seinen Vereinszweck in der Förderung des gemeinnützigen Liebhabermusizierens. Er ist ein Dachverband für die Liebhaberorchester-Landesverbände Baden-Württemberg, Bayern, Berlin-Brandenburg, Hessen, Mecklenburg-Vorpommern, Nordrhein-Westfalen, Rheinland-Pfalz, Saarland, Sachsen, Thüringen und den Landesverband Nord, der Bremen, Hamburg, Niedersachsen und Schleswig-Holstein umfasst.
Der BDLO gibt für die Mitglieder, Musikbibliotheken und Kulturbehörden sowie zahlreiche weitere Bezieher im In- und Ausland zweimal jährlich die Zeitschrift Das Liebhaberorchester heraus.